# Mayday Parade
A Mayday Parade egy amerikai együttes, amely a Florida állambeli Tallahassee-ben alakult. Első "EP"-jük, a Tales Told by Dead Friends 2006-ban jelent meg, mely több, mint 50,000 számban kelt el. 2007. július 10-én megjelent debütáló albumuk, az A Lesson in Romantics. A Fearless Records után 2009-ben szerződést kötöttek az Atlantic Records-zel. Második stúdióalbumuk, az Anywhere But Here 2009. október 6-án, a harmadik, a Mayday Parade pedig 2011. október 4-én jelent meg.

## Diszkográfia
- Tales Told by Dead Friends (2005–2007)

Bizonytalan névvel az együttes stúdióba vonult, hogy elkészítsék első EP-jüket, a Tales Told by Dead Friends-et, melynek producere Lee Dyess volt.
Az EP készítésének hetén döntöttek úgy, hogy a Mayday Parade nevet választják.
Nem sokkal az EP megjelenése után zenekar elindult első közös amerikai turnéjára a Brandstonnal és a Mêlée-vel, majd még egyre a Plain White T-vel.
- A Lesson in Romantics és Lancaster kilépése (2007–2008)

2007 januárjában az együttes elkezdte rögzíteni első nagylemezét, az A Lesson in Romantics-et. Áprilisra elkészült a lemez, de Jason Lancaster kilépett a zenekarból, személyes okok miatt, de 5 évvel később, 2012. október 30-án az énekes, Derek Sanders bejelentette: lehetséges, hogy egy új énekest vesznek be a zenekarba.
Az album 2007. július 11-én jelent meg, a lemezen található számok a 2007-es Vans Warped Tour-on is hallhatók voltak. Ezen a turnén az All Time Low-val, a The Maine-el és az Every Avenue-val szerepeltek.
Az együttes 2008-ban lépett fel először Európában, a londoni Give it a Name fesztiválon.
- Anywhere but Here (2009–2010)

2008 decemberében elkezdtek új szövegeket írni a szövegíró, Lancaster nélkül. A felvételek 2009-ben lettek készen, az album címe Anywhere but Here lett. Az új lemezt július 28-án tették közzé a MySpace-n, valamint bejelentettek egy új albumot, amely 2009. augusztus 11-én szeretnének közzétenni az iTunes-on The Silence címmel.
Szeptember 9-én egy új számuk jelent meg MySpace oldalukon, a Kids in Love. Az új album 2009. október 6-án jelent meg Anywhere but Here címmel.
- Valdosta (2011)

Az együttes 2011-ben kiadott egy EP-et Valdosta címmel (Valdosta egyébként egy Georgia állambeli város). A lemezen 2 új szám található, köztük az Amber Lynn és a Terrible Things, ezen kívül 4 korábbi dal akusztikus változata.
Március 10-én a Songkick nevű oldal kijelentette, hogy a Mayday Parade együttes dolgozott a legkeményebben 2010-ben.
2011-ben játszottak a Soundwave fesztiválon Ausztráliában és a Slam Dunk fesztiválon az Egyesült Királyságban.